# 王化村
40°19′11″N 116°40′05″E / 40.319672°N 116.668177°E
王化村位于北京市怀柔区怀柔镇，地处怀柔城区东一公里，101国道绕行于村西、村北。村东为雁栖河。
相传当年乾隆皇帝去热河避暑，经过此地，用手比划着问大臣此处叫什么名字。大臣也不知，情急之中回答说此处叫“王划”，意为皇帝比划的村子。因此得名。
王化村，原名东水泉村